# Tanzaquil
Tanzaquil är en ort i Mexiko.   Den ligger i kommunen Tantoyuca och delstaten Veracruz, i den sydöstra delen av landet, 230 km norr om huvudstaden Mexico City. Tanzaquil ligger 192 meter över havet och antalet invånare är 347.
Terrängen runt Tanzaquil är huvudsakligen platt. Tanzaquil ligger uppe på en höjd. Runt Tanzaquil är det ganska tätbefolkat, med 72 invånare per kvadratkilometer. Närmaste större samhälle är Tantoyuca, 2,9 km nordost om Tanzaquil. Trakten runt Tanzaquil består till största delen av jordbruksmark.